# Euhybus stigmaticus
Euhybus stigmaticus är en tvåvingeart som beskrevs av Ignaz Rudolph Schiner 1868. Euhybus stigmaticus ingår i släktet Euhybus och familjen puckeldansflugor.
Artens utbredningsområde är Colombia. Inga underarter finns listade i Catalogue of Life.